# Роуз, Лайла
Лайла Грейс Роуз (англ. Lila Grace Rose, род. 27 июля 1988, Сан-Хосе, Калифорния) — американская активистка, выступающая против абортов, основатель и президент антиабортной организации Live Action. Она проводила тайные расследования в отношении учреждений, проводящих аборты в Соединённых Штатах, в том числе филиалов Американской федерации планирования семьи.

## Ранние годы и образование
Роуз выросла в Сан-Хосе, Калифорния, и была третьей из восьми детей. До окончания средней школы она обучалась на дому и затем специализировалась на истории в Калифорнийском университете в Лос-Анджелесе. Она была воспитана как евангелическая протестантка, а затем перешла в католичество.

## Общественная деятельность
В 2003 году, в возрасте 15 лет, Роуз основала группу противников абортов Live Action и начала выступать с презентациями в школах и молодёжных группах. Во время учёбы в Калифорнийском университете в Лос-Анджелесе она сотрудничала с консервативным активистом Джеймсом О’Кифом, чтобы проводить скрытую видеосъёмку лиц, предоставляющих услуги по абортам.
Роуз сосредоточила свою деятельность на филиалах Planned Parenthood и Национальной федерации абортов в Соединённых Штатах, уделяя особое внимание антиабортной интерпретации моральных и этических аспектов аборта, а также финансовым вопросам в абортивной индустрии. Она также подчеркнула высокий уровень абортов в афроамериканском сообществе.
В 2006 году Роуз, будучи студенткой первого курса колледжа, провела своё первое тайное видеорасследование абортов в Центре здоровья и благополучия студентов имени Артура Эша при Калифорнийском университете в Лос-Анджелесе. На первом курсе она также основала студенческий журнал The Advocate, выступающий за сохранение жизни.
В 2007 году Роуз посетила два учреждения Planned Parenthood в Лос-Анджелесе и записала скрытые видео, выдавая себя за 15-летнюю девушку, которая забеременела от 23-летнего мужчины, сопровождавшего её, и сказала сотрудникам, что не хочет, чтобы её родители узнали об их отношениях. Ни один сотрудник ни в одной из клиник не возражал против сложившейся ситуации, а администратор одного из учреждений «попросила Роуз сказать, что ей 16 лет, поскольку, если бы ей было 15, клинике пришлось бы подать заявление в полицию». Роуз выдавала себя за девушку-подростка, желающую сделать аборт и забеременевшую от мужчины постарше, в ходе дополнительных проверок в клиниках Planned Parenthood в Индианаполисе, Блумингтоне, Тусоне, Финиксе и Мемфисе. По данным Politico, «В сообществе противников абортов Роуз получила широкое признание за свои тайные расследования в клиниках абортов».
Роуз появилась в короткометражном документальном фильме журнала Atlantic, вышедшем в октябре 2018 года, «Встречайте лицо антиабортного движения поколения миллениалов».
В июле 2019 года Роуз выступила на «саммите социальных сетей» в Белом доме вместе с президентом Дональдом Трампом.

## Признание и награды
- 2008: Премия «Человек года» имени Малахи от Operation Rescue[англ.][19]
- 2008: Награждена 50 000 долларов США в рамках ежегодной премии «Life Prizes» от фонда Gerard Health Foundation[6][20]
- 2010: Премия «Молодой лидер» от Susan B. Anthony Pro-Life America[англ.][21]
- 2013: Включена в список National Journal[англ.], "25 самых влиятельных женщин Вашингтона моложе 35 лет"[22]
- 2014: Включена в список Christianity Today "33 до 33-х"[23]

## Личная жизнь
Роуз замужем и имеет троих детей.

## Публикации
- Fighting for Life: Becoming a Force for Change in a Wounded World (2021)[26]